# 瘦叶蹄盖蕨
瘦叶蹄盖蕨（学名：Athyrium deltoidofrons var. gracillinum）为蹄盖蕨科蹄盖蕨属下的一个变种。

## 扩展阅读
- 維基物種上的相關：瘦叶蹄盖蕨

1. ↑  中国科学院《中国植物志》编辑委员会. . 中国科学院 (科學出版社). 1999, 第3卷 (2): 186  [2015-09-05]. （原始内容存档于2014-06-26）.